# Сьерра-де-Трамонтана (район)
Сьерра-де-Трамонтана, также Серра-де-Трамунтана (исп. Sierra de Tramontana, кат. Serra de Tramuntana) — район (комарка) автономного сообщества Балеарские острова Испании. Расположен на северо-западе острова Мальорка, занимает бо́льшую часть горной цепи Сьерра-де-Трамонтана.

## Муниципалитеты
1. Андрайч
2. Баньяльбуфар
3. Буньола
4. Кальвия
5. Дейя
6. Эскорка
7. Эспорлас
8. Эстельенкс
9. Форналуч
10. Польенса
11. Пучпуньент
12. Сольер
13. Вальдемоса